# Audi Arena
Die Audi Arena (ungarisch Audi Aréna) ist eine Mehrzweckhalle in der ungarischen Stadt Győr, Komitat Győr-Moson-Sopron, im Nordwesten des Landes. Sie trägt den Namen von Audi Hungaria, dem Werk des deutschen Automobilherstellers Audi in Győr, das teilweise die laufenden Betriebskosten trägt und zehn Jahre als Namensgeber auftritt. Die Arena fasst 5.500 Zuschauer und ist die neue Heimspielstätte des Handballvereins Győri ETO KC.

## Geschichte
Am 8. Januar 2014 wurde das Grundstück erworben und am 30. Januar 2014 fand die Grundsteinlegung der Arena statt. Mit dem Bau der Arena wurde nach Vorarbeiten im Mai 2014 begonnen. Die Bauarbeiten wurden am 30. Oktober 2014 fertiggestellt sein. Am 15. November 2014 wurde die Arena von Ministerpräsident Viktor Orbán und dem amtierenden Bürgermeister Zsolt Borkai eröffnet. Die Kosten beliefen sich auf 5,5 Mrd. Forint.
Die Arena kann in drei Teile unterteilt werden und ist mit der bereits bestehenden Magvassy Mihály Sporthalle verbunden, die während der Bauarbeiten ebenfalls renoviert und farblich an die Arena angepasst wurde. Die Fassadenverkleidung der Arena besteht aus einem Drahtgewebe (Mesh) und kann beleuchtet werden.
Sie war einer der Austragungsorte der Handball-Europameisterschaft der Frauen 2014 und des Europäischen Olympischen Jugendfestivals 2017. Die Halle in Győr war 2019 Austragungsort der 1. Junioren-Turn-Weltmeisterschaften. 2027 ist die Halle als ein Spielort der Handball-Weltmeisterschaft der Frauen vorgesehen.